# 신소율
신소율(본명: 김정민, 1985년 8월 5일 ~ )은 대한민국의 배우이다.

## 연기 활동

### 드라마
| 연도                  | 방송사                       | 제목                                 | 역할        | 비고     |
| --------------------- | ---------------------------- | ------------------------------------ | ----------- | -------- |
| 2006                  | OCN                          | 《썸데이》                           | 윤덕의 친구 |          |
| 2006                  | SBS                          | 《연인》                             | DO 직원     |          |
| 2007                  | SBS                          | 《연인》                             | DO 직원     |          |
| MBC                   | 《히트》                     | 여고생                               |             |          |
| 2010                  | KBS2                         | 《정글피쉬 2》                       | 이라이      |          |
| 2011                  | SBS                          | 《마이더스》                         | 권이지      |          |
| 2011                  | SBS                          | 《뿌리깊은 나무》                    | 목야        |          |
| 2012                  | tvN                          | 《응답하라 1997》                    | 모유정      |          |
| 2012                  | MBC                          | 《엄마가 뭐길래》                    | 신소율      |          |
| 2012                  | SBS                          | 《내 사랑 나비부인》                 | 맞선녀      | 카메오   |
| 2012                  | SBS                          | 《청담동 앨리스》                    | 최아정      |          |
| 2013                  | SBS                          | 《청담동 앨리스》                    | 최아정      |          |
| 《내 연애의 모든 것》 | SBS                          | 여대생                               | 카메오      |          |
| 《못난이 주의보》     | SBS                          | 신주영                               |             |          |
| KBS2                  | KBS 드라마 스페셜 - 《진진》 | 장유진                               | 단막극      |          |
| tvN                   | 《응답하라 1994》            | 모유정                               | 특별출연    |          |
| 2014                  | KBS2                         | KBS 드라마 스페셜 - 《들었다 놨다》  | 진아        | 단막극   |
| 2014                  | JTBC                         | 《유나의 거리》                      | 한다영      |          |
| 2014                  | SBS Plus                     | 《도도하라》                         | 도라희      |          |
| 2014                  | KBS2                         | 《달콤한 비밀》                      | 한아름      |          |
| 2015                  | KBS2                         | 《달콤한 비밀》                      | 한아름      |          |
| SBS                   | 《미세스 캅》                | 최남진                               |             |          |
| SBS                   | 2016                         | 《그래, 그런거야》                   | 유소희      |          |
| SBS                   | 2016                         | 《육룡이 나르샤》                    | 목야        | 특별출연 |
| 네이버                | 2016                         | 《저스티스팀: 범죄피해자를 구하라》  | 이보배      | 웹드라마 |
| 2017                  | KBS2                         | 《흑기사》                           | 김영미      |          |
| 2018                  | KBS2                         | 《흑기사》                           | 김영미      |          |
| SBS                   | 《키스 먼저 할까요》         | 안희진                               |             |          |
| MBC EVERY1            | 《단짠 오피스》              | 구세라                               |             |          |
| JTBC                  | 《일단 뜨겁게 청소하라》     | 서지혜                               | 특별출연    |          |
| JTBC                  | 《일단 뜨겁게 청소하라》     | 서지혜                               | 특별출연    | 2019     |
| SBS                   | 《빅이슈》                   | 혜정                                 |             |          |
| 2020                  | OCN                          | 《트레인》                           | 이정민      | 1인 2역  |
| 2020                  | MBC                          | 시네마틱드라마 SF8 - 《하얀 까마귀》 | 신지수      |          |
| 2020                  | MBC every1                   | 연애는 귀찮지만 외로운 건 싫어!      | 김서영      | 특별출연 |
| 2022                  | KBS2                         | 법대로 사랑하라                      | 다영        | 특별출연 |
| 2024                  | MBC                          | 《우리, 집》                         | 오지은      | 12부작   |

### 영화
- 2007년 영화 《궁녀》 ... 수방궁녀 역
- 2007년 영화 《내 사랑》 ... 리포터 역
- 2009년 영화 《약탈자들》 ... 민정 역
- 2009년 영화 《헬로우 마이 러브》 ... 이하나 역
- 2010년 영화 《폭풍전야》 ... 민정 역
- 2010년 영화 《폐가》 ... 지영 역
- 2011년 영화 《극장판 정글피쉬 2》 ... 이라이 역
- 2011년 영화 《티끌 모아 로맨스》 ... 하경주 역
- 2012년 영화 《나의 PS 파트너》 ... 소연 역
- 2013년 영화 《일탈여행: 프라이빗 아일랜드》 ... 나나 역
- 2014년 영화 《경주》 ... 다연 역
- 2014년 영화 《상의원》 ... 월향 역
- 2016년 영화 《검사외전》 ... 김하나 역
- 2017년 영화 《불한당: 나쁜 놈들의 세상》 ... 오세안무역 광고 미녀 1 역
- 2018년 영화 《더 펜션》 ... 자영 역
- 2018년 영화 《너의 결혼식》 ... 김소정 역 (특별출연)
- 2018년 영화 《늦여름》 ... 성혜 역
- 2020년 영화 《시,나리오》 ... 다운 역
- 2020년 영화 《태백권》 ... 보미 역
- 2021년 영화 《긴 하루》 ... 윤주 역
- 2023년 영화 《옥수역 귀신》 ... 태희 역
- 2023년 영화 《투 하트》 ... 소연 역

### 연극
| 연도 | 제목       | 역할   | 비고 |
| ---- | ---------- | ------ | ---- |
| 2017 | 운빨로맨스 | 점보늬 |      |

### M/V
- 2008년 러브홀릭스 - Butterflys
- 2011년 토니 안 - Top Star
- 2014년 그레이독 - 너 때문에 (With 신소율)
- 2014년 지조 - 겨울 해운대
- 2016년 10cm - 니가 참 좋아

## 방송

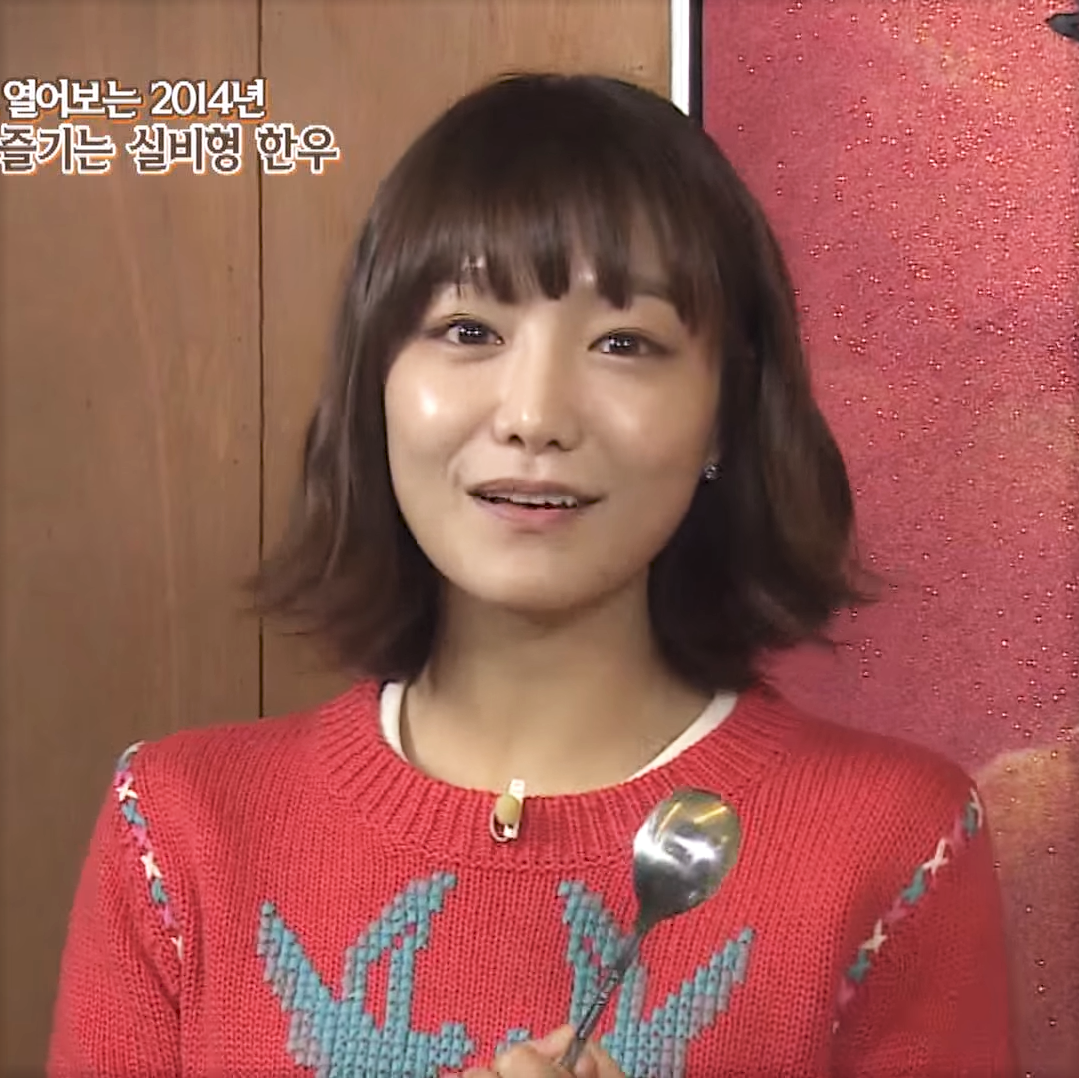
《식신로드》에서의 신소율

| 예능      | 예능       | 예능                            | 예능                               | 예능     |
| 매체      | 연도       | 방송사                          | 제목                               | 비고     |
| --------- | ---------- | ------------------------------- | ---------------------------------- | -------- |
| 지상파    | 2010년     | KBS 2TV                         | 《스쿨 버라이어티 백점만점》       | 출연자   |
| 지상파    | 2011년     | MBC                             | 《7일간의 기적》                   | 출연자   |
| 지상파    | 2012년     | MBC                             | 《우리 결혼했어요 시즌3》          | 출연자   |
| 지상파    | 2012년     | SBS                             | 《강심장》                         | 출연자   |
| 지상파    | 2012년     | SBS 파워FM                      | 《두시탈출 컬투쇼》                | 출연자   |
| 지상파    | 2012년     | SBS 파워FM                      | 《공형진의 씨네타운》              | 출연자   |
| 지상파    | 2012년     | KBS 2TV                         | 《해피투게더 시즌 3》              | 출연자   |
| 지상파    | 2013년     | MBC                             | 《토크클럽 배우들》                | 진행자   |
| 지상파    | 2013년     | MBC                             | 《라디오스타》                     | 출연자   |
| 지상파    | 2014년     | KBS Cool FM                     | 《김C의 뮤직쇼》                   | 출연자   |
| 지상파    | 2014년     | SBS                             | 《금요일엔 수다다》                | 출연자   |
| 지상파    | 2014년     | KBS                             | 《가족의 품격 풀하우스》           | 출연자   |
| 지상파    | 2015년     | MBC                             | 《진짜 사나이 - 여군특집3》        | 진행자   |
| 지상파    | 2020년     | SBS 파워FM                      | 《장예원의 씨네타운》              | 출연자   |
| 지상파    | 2020년     | MBC                             | 《라디오스타》                     | 출연자   |
| 지상파    | 2021년     | KBS 2TV                         | 《다큐멘터리 3일》                 | 내래이션 |
| 지상파    | 2021년     | KBS 2TV                         | 《불후의 명곡 전설을 노래하다》    | 출연자   |
| 지상파    | 2021년     | KBS 2TV                         | 《사장님 귀는 당나귀 귀》          | 출연자   |
| 지상파    | 2022년     | SBS                             | 《꼬리에 꼬리를 무는 그날 이야기》 | 출연자   |
| 지상파    | 2023년     | KBS 2TV                         | 《사장님 귀는 당나귀 귀》          | 출연자   |
| 유료 방송 |            |                                 |                                    |          |
| 2006년    | 리빙TV     | 《하이하이하이》                | 리포터                             |          |
| 2007년    | XTM        | 《슈퍼 파이트 프리즘》          | 진행자                             |          |
| 2010년    | O'Live TV  | 《코코 앤 마크 2》              | 진행자                             |          |
| 2010년    | O'Live TV  | 《Get it beauty》               | 출연자                             |          |
| 2011년    | Mnet       | 《M! Countdown》                | 진행자                             |          |
| 2011년    | Mnet       | 《비틀즈코드》                  | 출연자                             |          |
| 2011년    | 국군방송   | 《뮤직타운》                    | 진행자                             |          |
| 2012년    | O'Live TV  | 《올리브쇼 - 홈카페》           | 진행자                             |          |
| 2012년    | tvN        | 《SNL 코리아 시즌3》            | 출연자                             |          |
| 2013년    | MBC every1 | 《손담비의 뷰티플데이즈 시즌2》 | 출연자                             |          |
| 2014년    | Y-STAR     | 《식신로드》                    | 출연자                             |          |
| 2014년    | Story On   | 《트루 라이브 쇼》              | 출연자                             |          |
| 2015년    | 상해TV     | 《한위싱동타이》                | 출연자                             |          |
| 2015년    | tvN        | 《코미디빅리그》                | 출연자                             |          |
| 2015년    | tvN        | 《수요미식회》                  | 출연자                             |          |
| 2015년    | JTBC       | 《BOX》                         | 출연자                             |          |
| 2016년    | JTBC       | 《아는 형님》                   | 출연자                             |          |
| 2016년    | O'Live TV  | 《테이스티로드》                | 출연자                             |          |
| 2016년    | Tvn        | 《수요미식회》                  | 출연자                             |          |
| 2016년    | O'Live TV  | 《조용한식사》                  | 출연자                             |          |
| 2022년    | 채널A      | 《블랙: 악마를 보았다》         | 출연자                             |          |
| 2022년    | 채널A      | 《오은영의 금쪽 상담소》        | 출연자                             |          |
| 2022년    | 동아TV     | 《언니들의 셰어하우스》         | 출연자                             |          |
| 2024년    | ENA        | 《찐팬구역》                    | 출연자                             |          |

## 음반
- 2010년 정글피쉬 2 사운드 트랙
- 2014년 그레이독 - 너 때문에 (With 신소율)

## 광고
- 미즈사랑
- 엑슬란
- 끌라뮤 화장품
- 도브 샴푸
- 라네즈 에피소드
- 농심 포테이토밀
- 다음 TV팟
- 엠넷 네트워크 아이디
- 싸이월드 Cyworld on Helio
- 차온 까만콩차 (2007년)
- 한게임 아틀란티카
- 인텔 센트리노 2 (이상 2008년.)
- SK 텔레콤
- LG U+ Yo (이상 2010년.)
- 본죽 (2011년)
- 롯데제과 드림카카오
- 유라이브 알바트로스2 (이상 2013년)
- 화장품 A.H.C (2014년)
- 착한 저작권 '굿ⓒ' 캠페인 (2014년)
- 국제약품 라포티셀
- 아로나민
- 피망 맞고(이상 2015년)
- 농심 감자군것질 (2016년)

## 모델
- Nowhere 333 피팅 모델 (2008년)
- Vanillamint 피팅 모델
- 반 8 피팅 모델
- 비너스 솔브 전속 모델 (이상 2009년.)
- 오가게 전속 모델 (2012년)
- 유라이브 알바트로스 전속 모델 (2013년)
- KT올레마켓 모델 (2013년)
- 화장품 A.H.C 모델 (2013년)
- 제1회 무주산골영화제 페스티벌 프렌즈(2013년)
- 국제약품 라포티셀 (2015년)
- 농심 감자군것질 (2016년)

## 수상 및 후보
| 연도 | 시상식                      | 부문                             | 작품           | 결과 |
| ---- | --------------------------- | -------------------------------- | -------------- | ---- |
|      | 끌라뮤 뮤즈 선발대회        | 대상                             | 빈칸           | 수상 |
|      | KT 지팡 게임쟈키 콘테스트   | 2위                              | 빈칸           | 수상 |
| 2011 | 제6회 쿨 가이 선발대회      | 올해의 바이탈 우먼상             | 빈칸           | 수상 |
| 2013 | 제49회 백상예술대상         | 영화부문 여자조연상              | 나의 PS 파트너 | 후보 |
| 2013 | 제54회 대종상               | 신인여우상                       | 나의 PS 파트너 | 후보 |
| 2013 | 제21회 대한민국문화연예대상 | 영화부문 신인연기상              | 나의 PS 파트너 | 수상 |
| 2014 | KBS 연기대상                | 일일극 부문 우수연기상           | 달콤한 비밀    | 수상 |
| 2016 | SBS 연기대상                | 장편드라마 부문 여자 특별 연기상 | 그래, 그런거야 | 후보 |